# Смирнов, Дмитрий Григорьевич
Дмитрий Григорьевич Смирнов (1908, c. Шибаршино, Весьегонский уезд, Тверская губерния, Российская империя — 30 июля 1968) — советский партийный деятель, первый секретарь Горьковского областного комитета ВКП(б)-КПСС (1950—1955).

## Биография
Родился в семье столяра.
Член ВКП(б) с 1928 г. Окончил вечерний техникум при Сумском машиностроительном заводе имени М. В. Фрунзе, затем — Сумской вечерний институт. С 1923 г. работал токарем на предприятиях Харьковской, Сумской, Полтавской областей.
- 1932—1938 гг. — помощник начальника цеха, начальник цеха Сумского машиностроительного завода имени М. В. Фрунзе,
- 1938—1939 гг. — секретарь комитета ВКП(б) Сумского машиностроительного завода имени М. В. Фрунзе, второй секретарь Сумского городского комитета КП(б) Украины,
- 1939—1941 гг. — третий, второй секретарь Сумского областного комитета КП(б) Украины,
- 1941—1945 гг. — первый секретарь Златоустовского городского комитета ВКП(б) (Челябинская область),
- 1945—1947 гг. — ответственный организатор Управления кадров ЦК ВКП(б), инспектор Управления кадров ЦК ВКП(б),
- 1947—1949 гг. — второй секретарь Владимирского областного комитета ВКП(б),
- 1949—1950 гг. — заместитель заведующего отделом партийных, профсоюзных и комсомольских органов ЦК ВКП(б),
- 1950—1955 гг. — первый секретарь Горьковского областного комитета ВКП(б) — КПСС,
- 1955 г. — в распоряжении ЦК КПСС.

Член ЦК КПСС (1952—1956). Депутат Верховного Совета СССР 3 и 4 созывов.

## Награды и звания
Награждён орденами Трудового Красного Знамени, Красной Звезды, «Знак Почета», медалями.